# 古爾茲伯勒 (緬因州)
古爾茲伯勒（英語：Gouldsboro）是一個位於美國緬因州漢考克縣的市鎮。

## 人口
根據2020年美國人口普查的數據，古爾茲伯勒的面積為256.38平方千米，當中陸地面積為119.58平方千米，而水域面積為136.80平方千米。當地共有人口1703人，而人口密度為每平方千米7人。